# Dayuanhuizu (sockenhuvudort i Kina, Sichuan Sheng, lat 32,42, long 105,23)
Dayuanhuizu (kinesiska: 大院回族) är en sockenhuvudort i Kina. Den ligger i provinsen Sichuan, i den sydvästra delen av landet, omkring 230 kilometer nordost om provinshuvudstaden Chengdu. Antalet invånare är 5 097. Befolkningen består av 2 478 kvinnor och 2 619 män. Barn under 15 år utgör 17,0 %, vuxna 15-64 år 72 %, och äldre över 65 år 9,0 %.
Runt Dayuanhuizu är det ganska tätbefolkat, med 248 invånare per kvadratkilometer. Närmaste större samhälle är Liangshui, 4,7 km söder om Dayuanhuizu. I omgivningarna runt Dayuanhuizu växer i huvudsak blandskog.
Genomsnittlig årsnederbörd är 1 207 millimeter. Den regnigaste månaden är juli, med i genomsnitt 336 mm nederbörd, och den torraste är december, med 1 mm nederbörd.